# Давлат Болтаєв
Давлат Рустамович Болтаєв (13 січня 1999) — таджицький боксер, призер Олімпійських ігор, чемпіон Азійських ігор.

## Аматорська кар'єра
На чемпіонаті Азії 2022 програв у першому бою.
На чемпіонаті світу 2023 переміг двох суперників, а у чвертьфіналі програв Азіз Аббес Мухідіну (Італія). На Азійських іграх 2022, що через пандемію коронавірусної хвороби пройшли 2023 року, здобув чотири перемоги, став чемпіоном і кваліфікувався на Олімпійські ігри 2024.
На Олімпійських іграх 2024 завоював бронзову медаль.
- В 1/8 фіналу переміг Георгія Кушиташвілі (Грузія) — 3-2
- У чвертьфіналі переміг Джека Марлі (Ірландія) — 4-1
- У півфіналі програв Лазізбеку Муллажонову (Узбекистан) — 1-4